# Nickel Schirlenz
Nickel Schirlenz auch: Nicolaus Schirlentz; Nickel Schyrlentz; Nicolaus Schirlenz;  Nicolaus Schirlencus  († im 16. Jahrhundert) war ein deutscher Buchdrucker und wirkte in Wittenberg, im Umfeld der Reformation von 1521 bis 1547.

## Leben und Wirken
Schirlenz betrieb im Haus des Andreas Bodenstein, genannt Karlstadt nach 1521 einen Druckereibetrieb zu Wittenberg. Nach dem Jahre 1538 inhaftierte man ihn, weil er ohne Genehmigung des Rektors der Universität die „Epigramme des Lemnius“ herausgab. Ferner entzog man ihm die Erlaubnis für den Betrieb seiner Druckwerkstatt. Martin Luther setzte sich aber für ihn ein und gab ihm eigene Predigten zum Drucken. Dann, ein Jahr später, arbeitete er wieder, in einem eigenen Haus, als Drucker.
Die Vulgata-Revision des Martin Luthers wurde erstmals 1529 von dem in Wittenberg ansässigen Drucker Nickel Schirlenz gedruckt. Der Druck beinhaltete die Fünf Bücher Mose (Pentateuchus), das Buch Josua (Liber Iosue), das Buch der Richter (Liber Iudicum), das Buch Rut (Liber Ruth), das 1. Buch Samuel (Liber Primus Regum), das 2. Buch Samuel (Liber Secundus Regum), das 1. Buch der Könige (Liber Tertius Regum), das 2. Buch der Könige (Liber Quartus Regum) sowie das vollständige Neue Testament (Novum Testamentum), ein Grußwort an den Leser (Lectori Salutem) sowie ein Vorwort Martin Luthers zum Alten Testament (Praefatio Martini Lutheri in Vetus Testamentum). Randbemerkungen gab es keine. Die protestantische Bewegung lehnte aber die Vulgata wegen ihrer vielen Fehler weitgehend ab und bevorzugte die Originalsprachen Hebräisch bzw. Griechisch.
Im Jahre 1547 erschien sein letztes Werk „Kleiner Katechismus“. Insgesamt hatte sein Druckereibetrieb 350 Werke produziert, insbesondere Werke von Luther und anderen Reformatoren.

### Druckereiumfeld zu Wittenberg in der Zeit der Reformation
Der erste Drucker vor Ort war der in Wittenberg ansässig gewordene Johann Gronenberg. Im Jahre 1519 gründete Melchior Lotter der Ältere aus Leipzig eine Zweigniederlassung seiner Druckerei bzw. Verlagswesens, deren Leitung er seinen Söhnen Melchior und Michael übertrug. Ein weiterer Druckereibetrieb wurde von einem Gesellen des Johann Gronenberg begründet Hans Lufft; er arbeitete eine gewisse Zeit, um 1515, bei Gronenberg. Ende 1522 ließ sich Georg Rhau in Wittenberg als Drucker nieder, später gründete er eine Buchdruckerei, die er bis zu seinem Tode betrieb. Joseph Klug war ein weiterer zugezogener Drucker; von 1523 bis 1525 leitete er die Buchdruckerwerkstatt von Lucas Cranach dem Älteren und seinem Geschäftspartner Christian Döring.
Späterhin um das Jahr 1543 gab es in Wittenberg sechs Druckereien.